# Bufotoxine
Bufotoxine is een groep van giftige verbindingen die ter verdediging wordt aangemaakt en uitgescheiden door verschillende soorten padden. De stof wordt ook gevonden in andere amfibieën en sommige paddenstoelen, en verschilt afhankelijk van de bron sterk in samenstelling. 

## Soorten

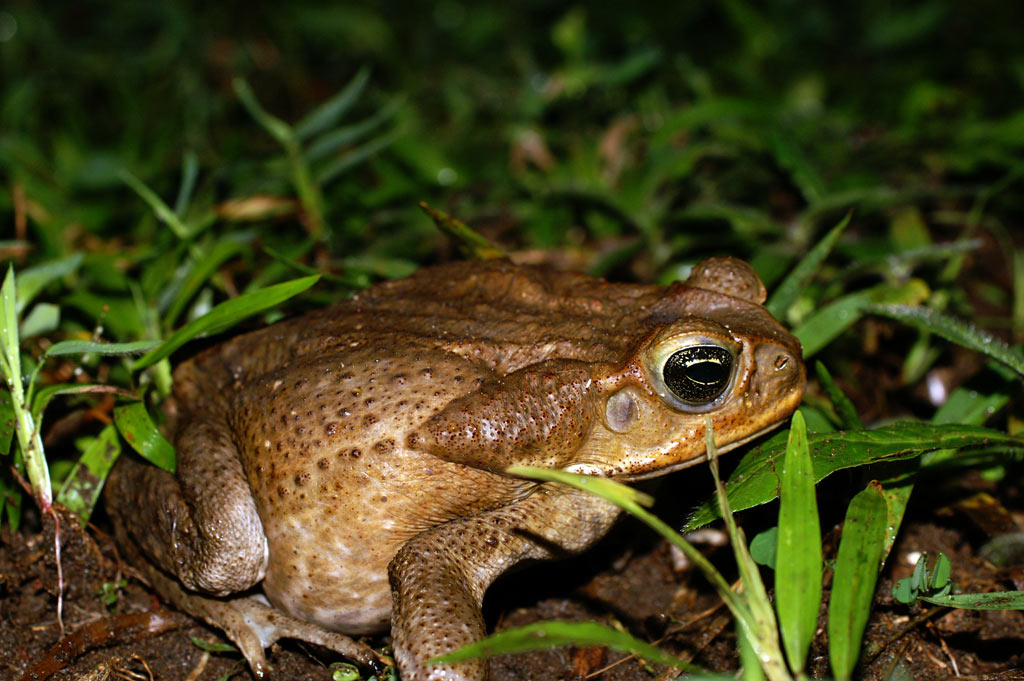
Reuzenpad (Bufo marinus)

Padden waarvan bekend is dat ze Bufotoxine aanmaken zijn:
- Bufo alvarius
- Bufo americanus
- Bufo arenarum
- Bufo asper
- Bufo blombergi
- Gewone pad (Bufo bufo)
- Bufo bufo gargarizans
- Bufo formosus
- Bufo fowleri
- Reuzenpad (Bufo marinus)
- Bufo melanostictus
- Bufo peltocephalus
- Bufo quercicus
- Bufo regularis
- Bufo valliceps
- Groene pad (Bufo viridis)
- Bufo vulgaris